# 沙䳭

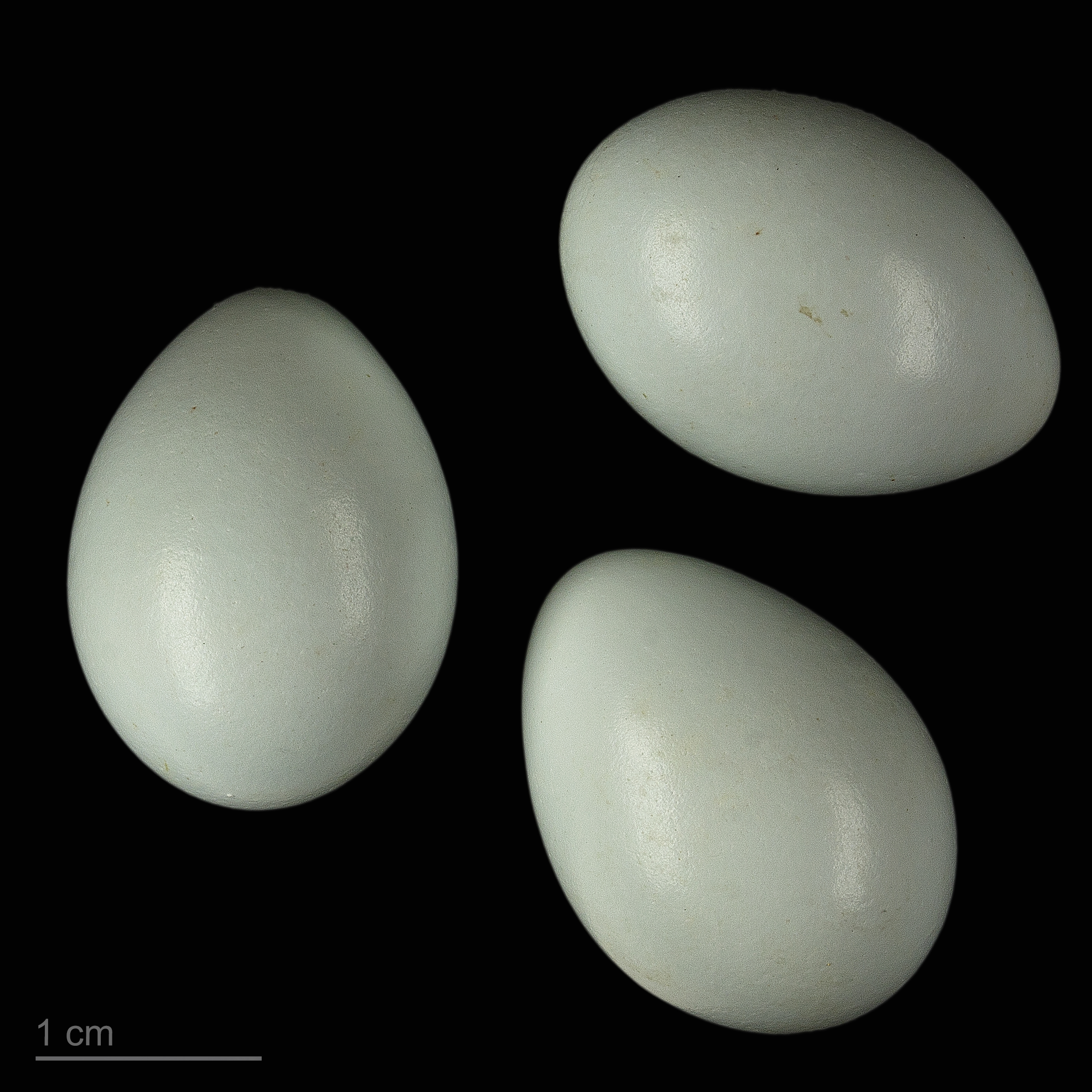
卵 Oenanthe isabellina

沙䳭（学名：Oenanthe isabellina）为鶲科䳭属的鸟类，俗名黄褐色石栖鸟。分布于西伯利亚、高加索、阿富汗、伊朗、伊拉克、欧洲、巴基斯坦、印度、非洲以及中国大陆的内蒙古、甘肃、青海、新疆、陕西等地，一般栖息于干旱荒漠，如砾石荒漠、灌丛荒漠、固定沙丘地带、干旱区的农耕地环境以及或栖息在海拔3500米左右的草原。该物种的模式产地在非洲Nubia。